# Liga mistrů UEFA 2020/2021
Sezóna Ligy mistrů UEFA 2020/21 byla 66. ročníkem nejprestižnější evropské klubové fotbalové soutěže a 29. od zavedení nového formátu a přejmenování z Poháru mistrů evropských zemí (PMEZ) na Ligu mistrů UEFA.
Vítěz Ligy mistrů UEFA 2020/21 se kvalifikoval do Superpoháru UEFA 2021, kde bude hrát proti vítězi Evropské ligy UEFA 2020/21 (Villarreal CF). Vítěz také bude automaticky nasazen do skupinové fáze Ligy mistrů UEFA 2021/22.
Finále se hrálo na stadionu Estádio do Dragão v Portu v Portugalsku. Podruhé tak bylo odloženo finále z Atatürkova olympijského stadionu v Istanbulu, kde se mělo původně odehrávat finále Ligy mistrů UEFA 2019/20 a poté i finále LM sezóny 2020/21, ale hostitelství bylo odloženo kvůli pandemii covidu-19.
Vítězem se stal tým Chelsea FC, který ve finále porazil Manchester City 1:0 gólem Kaie Havertze ze 42. minuty.

## Účastnická místa
Celkem 79 týmů z 54 členských zemí UEFA (výjimkou je Lichtenštejnsko, které nemá žádnou vlastní ligovou soutěž) se účastní Ligy mistrů UEFA 2020/21. Hhs země měla přidělený počet míst podle koeficientů UEFA:
- Asociace na 1.-4. místě obdržely čtyři místa.
- Asociace na 5.-6. místě obdržely tři místa.
- Asociace na 7.-15. místě obdržely dvě místa.
- Asociace na 16.-55. místě (kromě Lichtenštejnska) obdržely jedno místo.
- Vítězové Ligy mistrů UEFA 2019/20 a Evropské ligy UEFA 2019/20 jsou v soutěži oprávněni startovat, pokud se nekvalifikují do Ligy mistrů UEFA 2020/21 přes svou domácí ligu. Vítězem Evropské ligy i Ligy mistrů se staly kluby se zajištěným místem ze svých domácích lig, vyhrazená místa pro vítěze nebudou využita.

### Žebříček UEFA
Účastnická místa pro Ligu mistrů UEFA 2020/21 byla rozdělena podle koeficientu UEFA z roku 2019, do kterého byly započteny výsledky klubů dané země v evropských pohárových soutěžích od sezóny 2014/15 do sezóny 2018/19 včetně.
| #  | Asociace    | Koef.   | Týmy |
| -- | ----------- | ------- | ---- |
| 1  | Španělsko   | 103,569 | 4    |
| 2  | Anglie      | 85,462  | 4    |
| 3  | Itálie      | 74,725  | 4    |
| 4  | Německo     | 71,927  | 4    |
| 5  | Francie     | 58,498  | 3    |
| 6  | Rusko       | 50,549  | 3    |
| 7  | Portugalsko | 48,232  | 2    |
| 8  | Belgie      | 39,900  | 2    |
| 9  | Ukrajina    | 38,900  | 2    |
| 10 | Turecko     | 34,600  | 2    |
| 11 | Nizozemsko  | 32,433  | 2    |
| 12 | Rakousko    | 31,250  | 2    |
| 13 | Česko       | 28,675  | 2    |
| 14 | Řecko       | 27,600  | 2    |
| 15 | Chorvatsko  | 27,375  | 2    |
| 16 | Dánsko      | 27,025  | 1    |
| 17 | Švýcarsko   | 26,900  | 1    |
| 18 | Kypr        | 24,925  | 1    |
| 19 | Srbsko      | 22,250  | 1    |

| #  | Asociace          | Koef.  | Týmy |
| -- | ----------------- | ------ | ---- |
| 20 | Skotsko           | 22,125 | 1    |
| 21 | Bělorusko         | 21,875 | 1    |
| 22 | Švédsko           | 20,900 | 1    |
| 23 | Norsko            | 20,200 | 1    |
| 24 | Kazachstán        | 19,250 | 1    |
| 25 | Polsko            | 19,250 | 1    |
| 26 | Ázerbájdžán       | 19,000 | 1    |
| 27 | Izrael            | 18,625 | 1    |
| 28 | Bulharsko         | 17,500 | 1    |
| 29 | Rumunsko          | 15,950 | 1    |
| 30 | Slovensko         | 15,625 | 1    |
| 31 | Slovinsko         | 15,000 | 1    |
| 32 | Lichtenštejnsko   | 13,500 | 0    |
| 33 | Maďarsko          | 10,500 | 1    |
| 34 | Severní Makedonie | 8,000  | 1    |
| 35 | Moldavsko         | 7,750  | 1    |
| 36 | Albánie           | 7,500  | 1    |
| 37 | Irsko             | 7,450  | 1    |
| 38 | Finsko            | 7,275  | 1    |

| #  | Asociace            | Koef. | Týmy |
| -- | ------------------- | ----- | ---- |
| 39 | Island              | 7,250 | 1    |
| 40 | Bosna a Hercegovina | 7,125 | 1    |
| 41 | Litva               | 6,750 | 1    |
| 42 | Lotyšsko            | 5,625 | 1    |
| 43 | Lucembursko         | 5,500 | 1    |
| 44 | Arménie             | 5,250 | 1    |
| 45 | Malta               | 5,125 | 1    |
| 46 | Estonsko            | 5,000 | 1    |
| 47 | Gruzie              | 4,750 | 1    |
| 48 | Wales               | 4,125 | 1    |
| 49 | Černá Hora          | 4,125 | 1    |
| 50 | Faerské ostrovy     | 4,000 | 1    |
| 51 | Gibraltar           | 4,000 | 1    |
| 52 | Severní Irsko       | 3,875 | 1    |
| 53 | Kosovo              | 2,500 | 1    |
| 54 | Andorra             | 1,831 | 1    |
| 55 | San Marino          | 0,666 | 1    |

### Rozdělení týmů
|                           |                            | Týmy vstupující do tohoto kola | Týmy postupující z předchozího kola                               |
| ------------------------- | -------------------------- | --- | ----------------------------------------------------------------- |
| 0. předkolo (4 týmy)      | 0. předkolo (4 týmy)       | - 4 vítězové z asociací na 52.–55. místě |                                                                   |
| 1. předkolo (33 týmů)     | 1. předkolo (33 týmů)      | - 33 vítězů z asociací na 18.–51. místě (kromě Lichtenštejnska) | - 1 vítěz z 0. předkola                                           |
| 2. předkolo               | Mistrovská část (20 týmů)  | - 3 vítězové z asociací na 15.–17. místě | - 17 vítězů z 1. předkola                                         |
| 2. předkolo               | Nemistrovská část (6 týmy) | - 6 týmů ze 2. místa asociací na 10.–15. místě |                                                                   |
| 3. předkolo               | Mistrovská část (12 týmů)  | - 2 vítězové z asociací na 13.–14. místě | - 10 vítězů z 2. předkola MČ                                      |
| 3. předkolo               | Nemistrovská část (8 týmů) | - 3 týmy ze 2. místa asociací na 7.–9. místě - 2 týmy ze 3. míst z asociací na 5.–6. místě | - 3 vítězové z 2. předkola NČ                                     |
| 4. předkolo               | Mistrovská část (8 týmů)   | - 2 vítězové z asociací na 11.–12. místě | - 6 vítězů z 3. předkola MČ                                       |
| 4. předkolo               | Nemistrovská část (4 týmy) | | - 4 vítězové z 3. předkola NČ                                     |
| Skupinová fáze (32 týmů)  | Skupinová fáze (32 týmů)   | - Vítěz Ligy mistrů UEFA 2019/20 - Vítěz Evropské ligy UEFA 2019/20 - 10 vítězů z asociací na 1.–10. místě - 6 týmů ze 2. místa asociací na 1.–6. místě - 4 týmy ze 3. místa asociací na 1.–4. místě - 4 týmy ze 4. místa asociací na 1.–4. místě | - 4 vítězové z 4. předkola MČ - 2 vítězové z 4. předkola NČ       |
| Vyřazovací fáze (16 týmů) | Vyřazovací fáze (16 týmů)  | | - 8 vítězů základních skupin - 8 týmů z 2. míst základních skupin |

### Změny v rozdělení týmů
Výše uvedená tabulka základního rozdělení počtu týmů v jednotlivých kolech je závislá na tom, zda se vítěz předchozího ročníku Ligy mistrů UEFA a vítěz předchozího ročníků Evropské ligy UEFA kvalifikují do hlavní soutěže ze svých domácích lig. Vítěz Ligy mistrů UEFA 2019/20 Bayern Mnichov i vítěz Evropské ligy UEFA 2019/20 FC Sevilla se ze svých domácích lig kvalifikovali a jejich místa tak byla přerozdělena mezi další asociace:
- V základním rozdělení je vyhrazeno místo pro vítěze předchozího ročníku Ligy mistrů UEFA. Poté, co vítěz Ligy mistrů UEFA 2019/20 Bayern Mnichov vybojoval účastnické místo ze své ligy (1. místo v Bundesliga 2019/20), došlo k přerozdělení následovně:
  - Vítěz z asociace na 11. místě (Nizozemsko), kterým je Ajax se posunul ze 4. předkola do skupinové fáze.
  - Vítězové z asociací na 13. a 14. místě (Česko, Řecko), kterými jsou Slavia Praha a Olympiakos Pireus, se posunuli z 3. do 4. předkola.
- V základním rozdělení je vyhrazeno místo pro vítěze předchozího ročníku Evropské ligy UEFA. Vzhledem k tomu, že vítězný tým Evropské ligy UEFA 2019/20 Sevilla vybojoval účastnické místo ze své ligy (4. místo v La Liga 2019/20), došlo k přerozdělení pro los dne 31. srpna 2020 následovně:
  - Tým z třetího místa z asociace na 5. místě (Francie), kterým je Rennes, se posunul ze 3. předkola do skupinové fáze.
  - Tým z třetího místa z asociace na 6. místě (Rusko), kterým je Krasnodar, se posunul ze 3. předkola do 4. předkola.

### Týmy
Týmy kvalifikované do Ligy mistrů UEFA 2019/20 seřazeny podle kol do kterých vstoupily. V závorkách ligové pozice z předchozí sezóny (LM: vítěz Ligy mistrů UEFA, EL: vítěz Evropské ligy UEFA).
| Skupinová fáze              | Skupinová fáze         | Skupinová fáze                | Skupinová fáze            |
| --------------------------- | ---------------------- | ----------------------------- | ------------------------- |
| Bayern Mnichov (LM)         | Manchester United (3.) | RB Lipsko (3.)                | Lokomotiv Moskva (2.)     |
| Sevilla (EL)                | Chelsea (4.)           | Borussia Mönchengladbach (4.) | Porto (1.)                |
| Real Madrid (1.)            | Juventus (1.)          | Paris Saint-Germain (1.)      | Club Brugge (1.)          |
| Barcelona (2.)              | Inter Milán (2.)       | Olympique de Marseille (2.)   | Šachtar Doněck (1.)       |
| Atlético Madrid (3.)        | Atalanta (3.)          | Rennes (3.)                   | İstanbul Başakşehir (1.)  |
| Liverpool (1.)              | Lazio (4.)             | Zenit Petrohrad (1.)          | Ajax (1.)                 |
| Manchester City (2.)        | Borussia Dortmund (2.) |                               |                           |
| 4. předkolo                 |                        |                               |                           |
| Mistrovská část             | Mistrovská část        | Nemistrovská část             | Nemistrovská část         |
| Slavia Praha (1.)           | Red Bull Salzburg (1.) | FK Krasnodar (3.)             |                           |
| Olympiakos (1.)             |                        |                               |                           |
| 3. předkolo                 |                        |                               |                           |
| Mistrovská část             | Mistrovská část        | Nemistrovská část             | Nemistrovská část         |
|                             |                        | Benfica (2.)                  | Gent (2.)                 |
|                             |                        | Dynamo Kyjev (2.)             |                           |
| 2. předkolo                 |                        |                               |                           |
| Mistrovská část             | Mistrovská část        | Nemistrovská část             | Nemistrovská část         |
| Dinamo Záhřeb (1.)          | Midtjylland (1.)       | Beşiktaş (3.)                 | AZ Alkmaar (2.)           |
| Young Boys (1.)             |                        | Rapid Vídeň (2.)              | Viktoria Plzeň (2.)       |
|                             |                        | PAOK (2.)                     | Lokomotiva Záhřeb (1.)    |
| 1. předkolo                 |                        |                               |                           |
| AC Omonia (1.)              | Karabach (1.)          | Sheriff Tiraspol (1.)         | Fola Esch (1.)            |
| Crvena zvezda Bělehrad (1.) | Maccabi Tel Aviv (1.)  | KF Tirana (1.)                | Ararat-Armenia (1.)       |
| Celtic (1.)                 | Ludogorec Razgrad (1.) | Dundalk (1.)                  | Floriana (1.)             |
| Dynamo Brest (1.)           | Kluž (1.)              | KuPS (1.)                     | Flora Tallinn (1.)        |
| Djurgårdens IF (1.)         | Slovan Bratislava (1.) | KR Reykjavík (1.)             | Dinamo Tbilisi (1.)       |
| Molde (1.)                  | Celje (1.)             | FK Sarajevo (1.)              | Connah's Quay Nomads (1.) |
| Astana (1.)                 | Ferencváros (1.)       | Sūduva (1.)                   | Budućnost Podgorica (1.)  |
| Legia Varšava (1.)          | FK Sileks Kratovo (1.) | Riga (1.)                     | KÍ Klaksvík (1.)          |
| Europa (1.)                 |                        |                               |                           |
| 0. předkolo                 |                        |                               |                           |
| Linfield (1.)               | Drita (1.)             | Inter Club d'Escaldes (1.)    | Tre Fiori (1.)            |

## Termíny
Termíny pro odehrání jednotlivých kol a jejich losování jsou uvedeny níže. Pokud není uvedeno jinak, los probíhá vždy v Nyonu, ve Švýcarsku, v sídle UEFA. Původní termíny zápasů měly začít již v červnu 2020, ale z důvodů posunu kvůli pandemii covidu-19 byly první zápasy odehrány až v srpnu 2020.
| Fáze            | Kolo        | Datum losování         | První zápasy                 | Druhé zápasy                 |
| --------------- | ----------- | ---------------------- | ---------------------------- | ---------------------------- |
| Kvalifikace     | 0. předkolo | 17. července 2020      | 8. srpna 2020 (semifinále)   | 11. srpna 2020 (finále)      |
| Kvalifikace     | 1. předkolo | 9. srpna 2020          | 18.–19. srpna 2020           | 18.–19. srpna 2020           |
| Kvalifikace     | 2. předkolo | 10. srpna 2020         | 25.–26. srpna 2020           | 25.–26. srpna 2020           |
| Kvalifikace     | 3. předkolo | 31. srpna 2020         | 15.–16. září 2020            | 15.–16. září 2020            |
| Kvalifikace     | 4. předkolo | 1. září 2020           | 22.–23. září 2020            | 29.–30. září 2020            |
| Skupinová fáze  | 1. kolo     | 1. října 2020 (Ženeva) | 20.–21. října 2020           | 20.–21. října 2020           |
| Skupinová fáze  | 2. kolo     | 1. října 2020 (Ženeva) | 27.–28. října 2020           | 27.–28. října 2020           |
| Skupinová fáze  | 3. kolo     | 1. října 2020 (Ženeva) | 3.–4. listopadu 2020         | 3.–4. listopadu 2020         |
| Skupinová fáze  | 4. kolo     | 1. října 2020 (Ženeva) | 24.–25. listopadu 2020       | 24.–25. listopadu 2020       |
| Skupinová fáze  | 5. kolo     | 1. října 2020 (Ženeva) | 1.–2. prosince 2020          | 1.–2. prosince 2020          |
| Skupinová fáze  | 6. kolo     | 1. října 2020 (Ženeva) | 8.–9. prosince 2020          | 8.–9. prosince 2020          |
| Vyřazovací fáze | Osmifinále  | 14. prosince 2020      | 16.–17. a 23.–24. února 2021 | 9.–10. a 16.–17. března 2021 |
| Vyřazovací fáze | Čtvrtfinále | 19. března 2021        | 6.–7. dubna 2021             | 13.–14. dubna 2021           |
| Vyřazovací fáze | Semifinále  | 19. března 2021        | 27.–28. dubna 2021           | 4.–5. května 2021            |
| Vyřazovací fáze | Finále      | 19. března 2021        | 29. května 2021              | 29. května 2021              |

## Kvalifikace

### 0. předkolo
V 0. předkole byly týmy vítězů z asociací na 52.-55. místě rozděleny na nasazené a nenasazené dle koeficientu UEFA. Poté byly nalosovány do jednozápasového semifinále a finále a vítěz finále postoupil do 1. předkola. Všechny poražené týmy se přesunuly do 2. předkola Evropské ligy UEFA 2020/21. Los proběhl 17. července 2020 a určilo se při něm obsazení semifinále a administrativní domácí týmy. Zápasy semifinále a finále hostil stadion Colovray v Nyonu, ve Švýcarsku. Semifinále se odehrály dle losu a časového plánu 8. srpna; před finálovým soubojem dne 11. srpna byli 2 hráči testováni pozitivně na koronavirus SARS-2 a celý tým byl švýcarskými úřady poslán do karantény. Týmu Linfield FC byla připsána kontumační výhra 3:0 a postup do dalšího předkola.
Semifinále
| Tým #1    | Výsledek | Tým #2                |
| --------- | -------- | --------------------- |
| Tre Fiori | 0:2      | Linfield              |
| Drita     | 2:1      | Inter Club d'Escaldes |

Finále
| Tým #1   | Výsledek  | Tým #2 |
| -------- | --------- | ------ |
| Linfield | 3:0 kont. | Drita  |

### 1. předkolo
V 1. předkole byly vítězné týmy z asociací na 18.–51. místě (kromě Lichtenštejnska) a vítěz 0. předkola rozděleny na nasazené a nenasazené dle koeficientu UEFA. Poté byly nalosovány do dvojic, které kvůli odkládanému startu soutěží sehrály pouze jeden zápas. Vítězové postoupili do 2. předkola a poražené týmy se přesunuly do 2. předkola Evropské ligy UEFA 2019/20. Los proběhl 9. srpna 2020, zápasy se odehrály 18. a 19. srpna.
Zápas slovenského mistra ŠK Slovan Bratislava s faerským mistrem KÍ Klaksvík byl původně plánován na 19. srpna 2020 a odložen na 21. srpna 2020 kvůli zjištění, že jeden z členů realizačního týmu měl pozitivní test na covid-19 a celý tým byl místními úřady poslán do karantény.
 Ani v odloženém termínu nebylo možné zápas odehrát, protože se nákaza objevila u jednoho z hráčů a do karantény byl poslán i B-tým slovenského mistra. Zápas byl kontumován 3:0 ve prospěch KÍ dle nařízení UEFA ke koronavirové situaci.
| Domácí               | Výsledek     | Hosté              |
| -------------------- | ------------ | ------------------ |
| Ferencváros          | 2:0          | Djurgårdens IF     |
| Celtic               | 6:0          | KR                 |
| Legia Varšava        | 1:0          | Linfield           |
| Sheriff Tiraspol     | 2:0          | Fola Esch          |
| Connah's Quay Nomads | 0:2          | Sarajevo           |
| Red Star Belgrade    | 5:0          | Europa             |
| Budućnost Podgorica  | 1:3          | Ludogorets Razgrad |
| Ararat-Armenia       | 0:1 pp.      | Omonia             |
| Floriana             | 0:2          | CFR Cluj           |
| Maccabi Tel Aviv     | 2:0          | Riga               |
| Qarabağ              | 4:0          | Sileks             |
| Dinamo Tbilisi       | 0:2          | Tirana             |
| Dynamo Brest         | 6:3          | Astana             |
| Molde                | 5:0          | KuPS               |
| Flora Tallinn        | 1:1 2:4 pen. | Sūduva             |
| Celje                | 3:0          | Dundalk            |
| KÍ Klaksvík          | 3:0 kont.    | Slovan Bratislava  |

### 2. předkolo
Ve 2. předkole byly týmy rozděleny do mistrovské a nemistrovské části a v obou částech poté ještě na nasazené a nenasazené dle koeficientu UEFA. Mistrovské části se zúčastnili vítězové z asociací na 16.–19. místě a vítězové 1. předkola a nemistrovské části se zúčastnili týmy z druhého místa asociací na 12.–15. místě. Týmy z obou částí byly poté nalosovány do dvojzápasu hraného systémem doma-venku. Vítězové postoupili do 3. předkola a poražené týmy se přesunuly do 3. předkola Evropské ligy UEFA 2020/21. Los proběhl 10. srpna 2020, zápasy se odehrály 25. a 26. srpna.
Mistrovská část
| Domácí             | Výsledek         | Hosté            |
| ------------------ | ---------------- | ---------------- |
| CFR Cluj           | 2:2 pp. 5:6 pen. | Dinamo Záhřeb    |
| Young Boys         | 3:1              | KÍ Klaksvík      |
| Celtic             | 1:2              | Ferencváros      |
| Sūduva             | 0:3              | Maccabi Tel Aviv |
| Legia Varšava      | 0:2 pp.          | Omonia           |
| Celje              | 1:2              | Molde            |
| Ludogorets Razgrad | 0:1              | Midtjylland      |
| Dynamo Brest       | 2:1              | Sarajevo         |
| Qarabağ            | 2:1              | Sheriff Tiraspol |
| Tirana             | 0:1              | FK Crvena zvezda |

Nemistrovská část
| Domácí     | Výsledek | Hosté          |
| ---------- | -------- | -------------- |
| AZ Alkmaar | 3:1 pp.  | Viktoria Plzeň |
| PAOK Soluň | 3:1      | Beşiktaş       |
| Lokomotiva | 0:1      | Rapid Vídeň    |

### 3. předkolo
Ve 3. předkole byly týmy rozděleny do mistrovské a nemistrovské části a v obou částech poté ještě na nasazené a nenasazené dle koeficientu UEFA. Mistrovské části se zúčastnili vítězové z asociací na 14.-15. místě a vítězové mistrovské části 2. předkola a nemistrovské části se zúčastnili týmy z druhého místa asociací na 7.-11. místě, tým ze třetího místa asociace na 6. místě a vítězové nemistrovské části 2. předkola. Týmy z obou částí byly poté nalosovány do dvojzápasu hraného systémem doma-venku. Vítězové postoupili do 4. předkola a poražené týmy z mistrovské části se přesunuly do 4. předkola Evropské ligy UEFA 2020/21 a poražené týmy z nemistrovské části se přesunuly do skupinové fáze Evropské ligy UEFA 2020/21. Los proběhl 31. srpna 2020, jediný zápas se odehraje 15. a 16. září.
Mistrovská část
| Domácí           | Výsledek         | Hosté           |
| ---------------- | ---------------- | --------------- |
| Karabach         | 0:0 pp. 5:6 pen. | Molde           |
| Maccabi Tel Aviv | 1:0              | Dynamo Brest    |
| Omonia           | 1:1 pp. 4:2 pen. | CZ Bělehrad     |
| Midtjylland      | 3:0              | Young Boys Bern |
| Ferencváros      | 2:1              | Dinamo Záhřeb   |

Nemistrovská část
| Domácí       | Výsledek | Hosté       |
| ------------ | -------- | ----------- |
| PAOK         | 2:1      | Benfica     |
| Dynamo Kyjev | 2:0      | AZ Alkmaar  |
| Gent         | 2:1      | Rapid Vídeň |

### 4. předkolo
Ve 4. předkole byly týmy rozděleny do mistrovské a nemistrovské části a v obou částech poté ještě na nasazené a nenasazené dle koeficientu UEFA. Mistrovské části se zúčastnili vítězové z asociací na 12.-13. místě a vítězové mistrovské části 3. předkola a nemistrovské části se zúčastnili vítězové nemistrovské části 3. předkola. Týmy z obou částí byly poté nalosovány do dvojzápasu hraného systémem doma-venku. Vítězové postoupili do skupinové fáze Ligy mistrů UEFA 2020/21 a poražené týmy se přesunuly do skupinové fáze Evropské ligy UEFA 2020/21. Los proběhl 1. září 2020, první zápasy se odehrájí 22. a 23. září, odvety pak 29. a 30. září.
Mistrovská část
| Domácí v 1. zápase | Celkem  | Hosté v 1. zápase | 1. zápas | 2. zápas |
| ------------------ | ------- | ----------------- | -------- | -------- |
| Slavia Praha       | 1:4     | Midtjylland       | 0:0      | 1:4      |
| Maccabi Tel Aviv   | 2:5     | RB Salzburg       | 1:2      | 1:3      |
| Olympiakos         | 2:0     | Omonia            | 2:0      | 0:0      |
| Molde              | 3:3 (a) | Ferencváros       | 3:3      | 0:0      |

Nemistrovská část
| Domácí v 1. zápase | Celkem | Hosté v 1. zápase | 1. zápas | 2. zápas |
| ------------------ | ------ | ----------------- | -------- | -------- |
| Krasnodar          | 4:2    | PAOK              | 2:1      | 2:1      |
| Gent               | 1:5    | Dynamo Kyjev      | 1:2      | 0:3      |

## Skupinová fáze
Skupinovou fázi Ligy mistrů UEFA 2020/21 hraje 32 týmů. Vítězové z asociací na 1.-11. místě, týmy z druhých míst asociací na 1.-6. místě, týmy ze třetích míst asociací na 1.-5. místě, týmy ze čtvrtých míst asociací na 1.-4. místě, 4 vítězové mistrovské části kvalifikace a 2 vítězové nemistrovské části kvalifikace.
Los proběhl 1. října 2020 v Ženevě. 32 týmů bulo nalosováno do 8 skupin po 4 týmech, přičemž v jedné skupině nemohlo být více klubů ze stejné země. Pro losování byly týmy rozděleny do 4 výkonnostních košů: v koši 1 byly vítězové předešlého ročníku Ligy mistrů UEFA a Evropské ligy UEFA a vítězové z asociací na 1.-6. místě, v koších 2,3 a 4 pak byly ostatní týmy seřazeny dle koeficientu UEFA.
V každé skupině se týmy utkají každý s každým systémem doma-venku. Vítězové skupin a týmy na 2. místech postupují do osmifinále Ligy mistrů UEFA 2020/21 a týmy na 3. místech postupují do play-off Evropské ligy UEFA 2020/21. První zápasy se odehrají 20. a 21. října, poslední zápasy pak 8. a 9. prosince.
|  | Postup do osmifinále                          |
|  | Postup do play-off Evropské ligy UEFA 2020/21 |

### Skupina A
| Tým              | Z | V | R | P | VG | OG | RS | B  |
| ---------------- | - | - | - | - | -- | -- | -- | -- |
| Bayern Mnichov   | 6 | 5 | 1 | 0 | 18 | 5  | 13 | 16 |
| Atlético Madrid  | 6 | 2 | 3 | 1 | 7  | 8  | –1 | 9  |
| RB Salcburk      | 6 | 1 | 1 | 4 | 10 | 17 | –7 | 4  |
| Lokomotiv Moskva | 6 | 0 | 3 | 3 | 5  | 10 | –5 | 3  |

|           | FCB | ATM | RBS | LOK |
| --------- | --- | --- | --- | --- |
| Bayern    | •   | 4:0 | 3:1 | 2:0 |
| Atlético  | 1:1 | •   | 3:2 | 0:0 |
| Salcburk  | 2:6 | 0:2 | •   | 2:2 |
| Lokomotiv | 1:2 | 1:1 | 1:3 | •   |

### Skupina B
| Tým                      | Z | V | R | P | VG | OG | RS | B  |
| ------------------------ | - | - | - | - | -- | -- | -- | -- |
| Real Madrid              | 6 | 3 | 1 | 2 | 11 | 9  | +2 | 10 |
| Borussia Mönchengladbach | 6 | 2 | 2 | 2 | 16 | 9  | +7 | 8  |
| Šachtar Doněck           | 6 | 2 | 2 | 2 | 5  | 12 | –7 | 8  |
| Inter Milán              | 6 | 1 | 3 | 2 | 7  | 9  | –2 | 6  |

|            | RMA | BOR | ŠCH | INT |
| ---------- | --- | --- | --- | --- |
| Real       | •   | 2:0 | 2:3 | 3:2 |
| M`Gladbach | 2:2 | •   | 4:0 | 2:3 |
| Šachtar    | 2:0 | 0:6 | •   | 0:0 |
| Inter      | 0:2 | 2:2 | 0:0 | •   |

1. 1 2  Body ve vzájemných utkáních: Borussia Mönchengladbach 6, Šachtar Doněck 0.

### Skupina C
| Tým                 | Z | V | R | P | VG | OG | RS  | B  |
| ------------------- | - | - | - | - | -- | -- | --- | -- |
| Manchester City     | 6 | 5 | 1 | 0 | 13 | 1  | +12 | 16 |
| Porto               | 6 | 4 | 1 | 1 | 10 | 3  | +7  | 13 |
| Olympiakos          | 6 | 1 | 0 | 5 | 2  | 10 | –8  | 3  |
| Olympique Marseille | 6 | 1 | 0 | 5 | 2  | 13 | –11 | 3  |

|            | MCI | POR | OLY | OM  |
| ---------- | --- | --- | --- | --- |
| Man. City  | •   | 3:1 | 3:0 | 3:0 |
| Porto      | 0:0 | •   | 2:0 | 3:0 |
| Olympiakos | 0:1 | 0:2 | •   | 1:0 |
| Marseille  | 0:3 | 0:2 | 2:1 | •   |

1. 1 2  Počet bodů ve vzájemných utkání je shodný. Vstřelené branky na hřišti soupeře: Olympiacos 1, Olympique Marseille 0.

### Skupina D
| Tým         | Z | V | R | P | VG | OG | RS | B  |
| ----------- | - | - | - | - | -- | -- | -- | -- |
| Liverpool   | 6 | 4 | 1 | 1 | 10 | 3  | +7 | 13 |
| Atalanta    | 6 | 3 | 2 | 1 | 10 | 8  | +2 | 11 |
| Ajax        | 6 | 2 | 1 | 3 | 7  | 7  | 0  | 7  |
| Midtjylland | 6 | 0 | 2 | 4 | 4  | 13 | –9 | 2  |

|             | LIV | ATA | AJA | MID |
| ----------- | --- | --- | --- | --- |
| Liverpool   | •   | 0:2 | 1:0 | 2:0 |
| Atalanta    | 0:5 | •   | 2:2 | 1:1 |
| Ajax        | 0:1 | 0:1 | •   | 3:1 |
| Midtjylland | 1:1 | 0:4 | 1:2 | •   |

### Skupina E
| Tým          | Z | V | R | P | VG | OG | RS  | B  |
| ------------ | - | - | - | - | -- | -- | --- | -- |
| Chelsea      | 6 | 4 | 2 | 0 | 14 | 2  | +12 | 14 |
| Sevilla      | 6 | 4 | 1 | 1 | 9  | 8  | +1  | 13 |
| Krasnodar    | 6 | 1 | 2 | 3 | 6  | 11 | –5  | 5  |
| Stade Rennes | 6 | 0 | 1 | 5 | 3  | 11 | –8  | 1  |

|           | CHE | SEV | KRA | REN |
| --------- | --- | --- | --- | --- |
| Chelsea   | •   | 0:0 | 1:1 | 3:0 |
| Sevilla   | 0:4 | •   | 3:2 | 1:0 |
| Krasnodar | 0:4 | 1:2 | •   | 1:0 |
| Rennes    | 1:2 | 1:3 | 1:1 | •   |

### Skupina F
| Tým               | Z | V | R | P | VG | OG | RS | B  |
| ----------------- | - | - | - | - | -- | -- | -- | -- |
| Borussia Dortmund | 6 | 4 | 1 | 1 | 12 | 5  | +7 | 13 |
| Lazio Řím         | 6 | 2 | 4 | 0 | 11 | 7  | +4 | 10 |
| Club Brugge       | 6 | 2 | 2 | 2 | 8  | 10 | –2 | 8  |
| Zenit Petrohrad   | 6 | 0 | 1 | 5 | 4  | 13 | –9 | 1  |

|          | BVB | LAZ | BRU | ZEN |
| -------- | --- | --- | --- | --- |
| Dortmund | •   | 1:1 | 3:0 | 2:0 |
| Lazio    | 3:1 | •   | 2:2 | 3:1 |
| Bruggy   | 0:3 | 1:1 | •   | 3:0 |
| Zenit    | 1:2 | 1:1 | 1:2 | •   |

### Skupina G
| Tým          | Z | V | R | P | VG | OG | RS  | B  |
| ------------ | - | - | - | - | -- | -- | --- | -- |
| Juventus     | 6 | 5 | 0 | 1 | 14 | 4  | +10 | 15 |
| Barcelona    | 6 | 5 | 0 | 1 | 16 | 5  | +11 | 15 |
| Dynamo Kyjev | 6 | 1 | 1 | 4 | 4  | 13 | –9  | 4  |
| Ferencváros  | 6 | 0 | 1 | 5 | 5  | 17 | –12 | 1  |

|             | JUV | BAR | DYN | FER |
| ----------- | --- | --- | --- | --- |
| Juventus    | •   | 0:2 | 3:0 | 2:1 |
| Barcelona   | 0:3 | •   | 2:1 | 5:1 |
| Kyjev       | 0:2 | 0:4 | •   | 1:0 |
| Ferencváros | 1:4 | 0:3 | 2:2 | •   |

1. 1 2  Počet bodů ve vzájemných utkání je shodný. Rozdíl skóre ze vzájemných zápasů: Juventus +1, Barcelona –1.

### Skupina H
| Tým               | Z | V | R | P | VG | OG | RS  | B  |
| ----------------- | - | - | - | - | -- | -- | --- | -- |
| Paris SG          | 6 | 4 | 0 | 2 | 13 | 6  | +7  | 12 |
| RB Lipsko         | 6 | 4 | 0 | 2 | 11 | 12 | –1  | 12 |
| Manchester United | 6 | 3 | 0 | 3 | 15 | 10 | +5  | 9  |
| Basaksehir        | 6 | 1 | 0 | 5 | 7  | 18 | –11 | 3  |

|            | PSG | RBL | MUN | BAS |
| ---------- | --- | --- | --- | --- |
| PSG        | •   | 1:0 | 1:2 | 5:1 |
| Lipsko     | 2:1 | •   | 3:2 | 2:0 |
| Man. Utd   | 1:3 | 5:0 | •   | 4:1 |
| Basaksehir | 0:2 | 3:4 | 2:1 | •   |

1. 1 2  Počet bodů ve vzájemných utkání je shodný. Vstřelené branky na hřišti soupeře: PSG 1, RB Lipsko 0.

## Vyřazovací fáze
Ve vyřazovací fázi jsou týmy nalosovány do dvojzápasů hraných systémem doma-venku, kromě finále hraného pouze na jeden zápas. Do osmifinále jsou proti sobě nalosováni vítězové skupin a týmy z 2. míst, přičemž se proti sobě nemohou utkat týmy ze stejné skupiny nebo stejné země. Od čtvrtfinále již tato pravidla neplatí a mohou tak proti sobě hrát jakákoliv mužstva. Vyřazovací fáze začíná losem 14. prosince 2020 a zápasy se odehrají od 16. února 2021 do 29. května 2021.

#### Kvalifikované týmy
| Skupina | Vítězové skupin (nasazené týmy) | 2. místo ve skupině (nenasazené týmy) |
| ------- | ------------------------------- | ------------------------------------- |
| A       | Bayern Mnichov                  | Atlético Madrid                       |
| B       | Real Madrid                     | Borussia Mönchengladbach              |
| C       | Manchester City                 | Porto                                 |
| D       | Liverpool                       | Atalanta                              |
| E       | Chelsea                         | Sevilla                               |
| F       | Borussia Dortmund               | Lazio                                 |
| G       | Juventus                        | Barcelona                             |
| H       | Paris Saint-Germain             | RB Lipsko                             |

### Osmifinále
| Domácí v 1. zápase       | Celkem  | Hosté v 1. zápase   | 1. zápas | 2. zápas |
| ------------------------ | ------- | ------------------- | -------- | -------- |
| Borussia Mönchengladbach | 0:4     | Manchester City     | 0:2      | 0:2      |
| Lazio                    | 2:6     | Bayern Mnichov      | 1:4      | 1:2      |
| Atlético Madrid          | 0:3     | Chelsea             | 0:1      | 0:2      |
| RB Lipsko                | 0:4     | Liverpool           | 0:2      | 0:2      |
| Porto                    | 4:4 (a) | Juventus            | 2:1      | 2:3pp.   |
| Barcelona                | 2:5     | Paris Saint-Germain | 1:4      | 1:1      |
| Sevilla                  | 4:5     | Borussia Dortmund   | 2:3      | 2:2      |
| Atalanta                 | 1:4     | Real Madrid         | 0:1      | 1:3      |

### Čtvrtfinále
Losování proběhlo 19. března 2021, první zápasy se odehrají 6.–7. dubna, odvety pak 13.–14. dubna.
| Domácí v 1. zápase | Celkem  | Hosté v 1. zápase   | 1. zápas | 2. zápas |
| ------------------ | ------- | ------------------- | -------- | -------- |
| Bayern Mnichov     | 3:3 (a) | Paris Saint-Germain | 2:3      | 1:0      |
| Manchester City    | 4:2     | Borussia Dortmund   | 2:1      | 2:1      |
| Real Madrid        | 3:1     | Liverpool           | 3:1      | 0:0      |
| FC Porto           | 1:2     | Chelsea             | 0:2      | 1:0      |

### Semifinále
Losování proběhlo 19. dubna 2021, po losu čtvrtfinálových dvojic. První zápasy se odehrají 27.–28. dubna, odvety pak 4.–5. května.
| Domácí v 1. zápase  | Celkem | Hosté v 1. zápase | 1. zápas | 2. zápas |
| ------------------- | ------ | ----------------- | -------- | -------- |
| Paris Saint-Germain | 1:4    | Manchester City   | 1:2      | 0:2      |
| Real Madrid         | 1:3    | Chelsea           | 1:1      | 0:2      |

### Finále
| 29. května 2021 | Manchester City | 0:1 | Chelsea FC  | Estádio do Dragão, Porto, Portugalsko       |  |  |
| 21:00 SELČ      |                 |     | Havertz 42' | Diváci: 16000 Rozhodčí: Antonio Mateu Lahoz |  |  |
|                 |                 |     |             |                                             |  |  |